# Klon cissolistny
Klon cissolistny, klon winolistny (Acer cissifolium) – gatunek z rodziny mydleńcowatych (Sapindaceae). W obrębie rodzaju klasyfikowany do sekcji Negundo i serii Cissifolia. Występuje naturalnie w Japonii – na wyspach Honsiu, Kiusiu i Sikoku, a także w południowej części Hokkaido.

## Morfologia

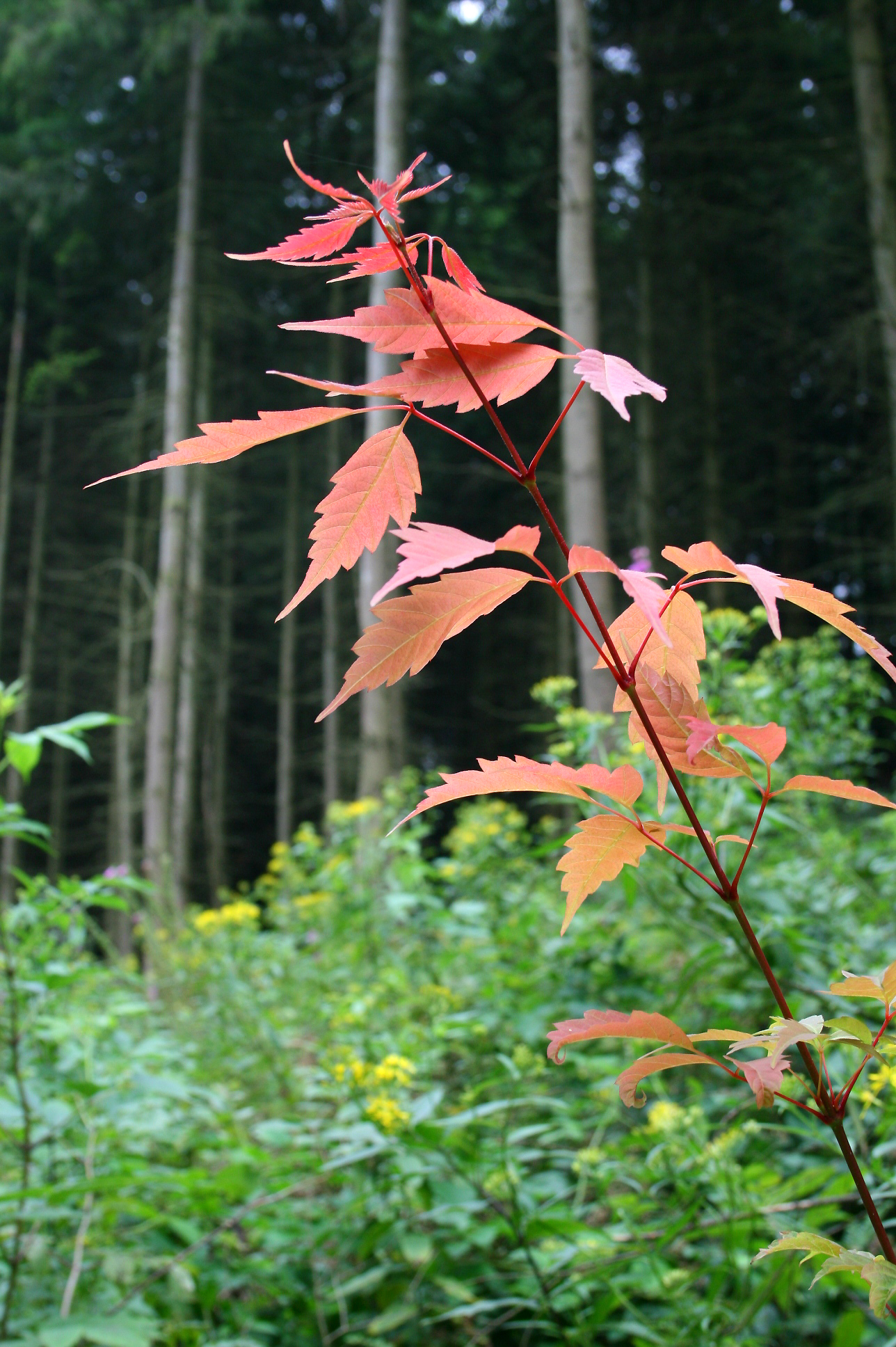

PokrójDrzewo dorastające do 15 m wysokości. Kora jest szorstka i żółtoszara.
LiścieMają kształt jajowaty i są nieregularnie piłkowane. Składają się z trzech listków. Mają długość około 10 cm. Latem liście są zielone, a jesienią przejmują barwę żółtą lub pomarańczowoczerwoną.
KwiatyKwiatostany męskie i żeńskie znajdują się na osobnych roślinach. Kwiaty są drobne i żółte, a same kwiatostany są zwisające. Mają około 10 cm długości.
OwoceOrzeszki ze skrzydełkami prawie równoległymi. Mają barwę zieloną, a później czerwoną.